# Церква святого великомученика Димитрія Солунського (Скомороше)
Церква святого великомученика Дмитрія Солунського в Скоморошому — парафія і храм православної громади Чортківського деканату Тернопільсько-Теребовлянської єпархії Православної церкви України в селі Скомороше Чортківського району Тернопільської области.

## Історія
Будівництво церкви розпочалося в 1992 році. До цього православна громада проводила богослужіння в старенькій каплиці. До зведення нового храму долучилося все село.
8 листопада 1995 року, на свято святого великомученика Димитрія Солунського, новозбудований храм урочисто освятив архієпископ Тернопільський і Бучацький Василій.
У 2000 році громада села Ромашівка пожертвувала іконостас. За переказами, у селі була дерев’яна фігура святого апостола Іоана Богослова (Яна), викрадена у 2000 році. Завдяки ініціативі священника, скульптор відтворив її за збереженим фото.
У 2009 році на місці старої каплички збудували нову, яку освятили дві громади. У 2010 році в храмі провели відновлювальні роботи, як ззовні, так і всередині.
15 грудня 2018 року храм і парафія приєдналися до ПЦУ.

## Парохи
- о. Микола Ткачук (від 1992 донині).